# Полупанов Андрій Васильович

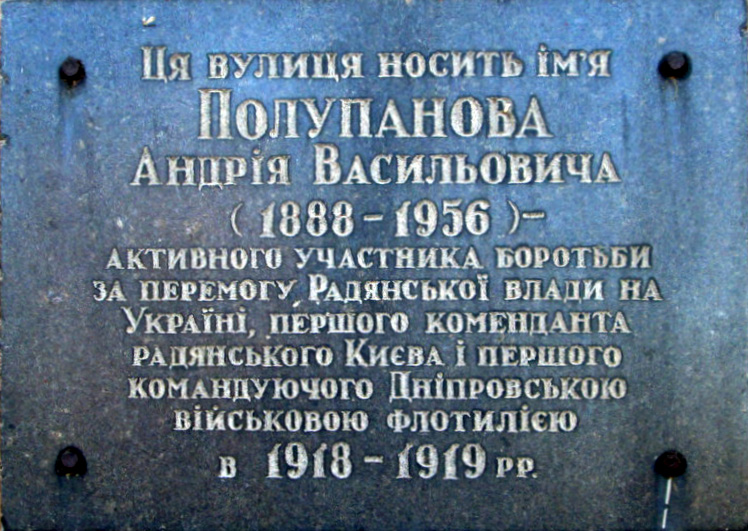
Колишня анотаційна дошка на вулиці Пріорській у Києві

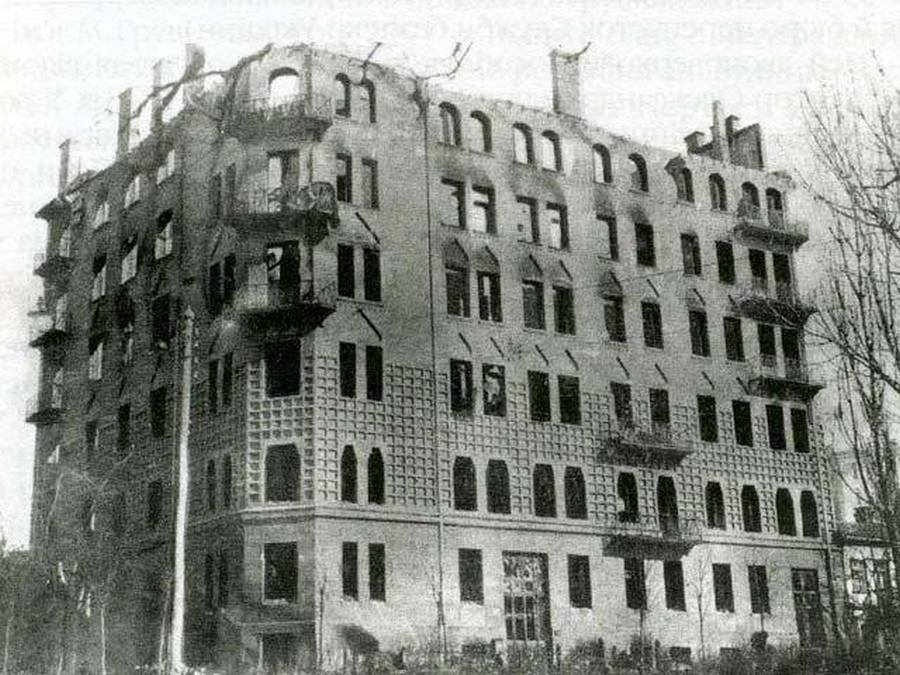
Будинок Грушевського, зруйнований обстрілом бронепотяга Полупанова (світлина 1918 р., руїни було знесено 1921 р.)

Полупа́нов Андрі́й Васи́льович (2 (14) вересня 1888, Ясинівський рудник, Маріупольський повіт, Катеринославська губернія, Російська імперія (тепер — смт Ясинівка Донецька область, Україна) — 5 грудня 1956, Євпаторія, Кримська область, Українська РСР, СРСР) — учасник встановлення радянської влади в Україні, радянський військовий діяч.

## Біографія
Народився в сім'ї шахтаря. Був матросом на Чорноморському флоті Російської імперії. Член РСДРП з 1912 року. У січні 1918 року як командир загону матросів-чорноморців брав участь у боях за Київ проти Центральної Ради. У січні — лютому того ж року — перший радянський військовий комендант Києва. Командував бронепоїздами. Бронепоїзд Полупанова брав безпосередню участь у знищенні багатоповерхового дома М. Грушевського у 1918 р.
1919 року командував Дніпровською військовою флотилією, штаб якої містився в Києві. З 1921 року працював на господарській та партійній роботі. Нагороджений орденом Червоного Прапора (1921).
З 1948 р. мешкав у Євпаторії. З 1953 року — персональний пенсіонер.

## Вшанування пам'яті
У Києві в 1957–1963 роках на честь Полупанова називали вулицю Ярославів Вал, у 1963–2016 роках — вулицю Пріорську. Ім'ям Полупанова названі також вулиці в Євпаторії в Криму та в російському Ульяновську.

## Твори
- Полупанов А. В. Бронепоезд «Свобода или смерть» № 4. Полупановцы : Воспоминания командира бронепоезда: [Из эпохи гражд. войны]. — Л.: Военмориздат, 1939. — 64 с., портр. (рос.)
- Полупанов А. В. Бронепоезд «Свобода или смерть» № 4. Воспоминания командира бронепоезда. — М.; Л.: Гос. воен.-мор. изд., 1941. — 39 с. — (Библиотека краснофлотца). (рос.)
- Полупанов А. В. Бронепоезд «Свобода или смерть» № 4. Воспоминания командира бронепоезда. — Л.: Полит. упр. Ленингр. фронта, 1941. — 77 с. (рос.)
- Полупанов А. В. Моряки бронепоезда «Свобода или смерть». — М.: Воен.-мор. изд., 1952. — 47 с., порт. — (Моряки — герои Гражданской войны). (рос.)
- Полупанов А. В. Свобода или смерть: [воспоминания командира бронепоезда] / [Лит. запись В. Ягупова и С. Моняка]. — Симферополь: Крымиздат, 1958. — 192 с., портр., ил. (рос.)
- Полупанов А. В. Свобода или смерть: [воспоминания командира бронепоезда] / [Лит. запись В. Ягупова и С. Моняка]. — Донецк: Донбасс, 1966. — 247 с., ил. — (О времени и о себе). (рос.)
- Леонидов Б. Л. Поезд в броне: [Повесть о начальнике бронепоезда «Свобода или смерть» № 4 т. А. В. Полупанове]. — М.: Трансжелдориздат, 1940. — 92 с. (рос.)
- «Свобода или смерть» // Тимофеев В. А. На незримом посту: Записки военного разведчика. — 3-е изд. — М.: Политиздат, 1989. — 267 с.: ил.